# Romania ai Giochi della VIII Olimpiade
La Romania partecipò ai Giochi della VIII Olimpiade, svoltisi a Parigi dal 4 maggio al 27 luglio 1924, 
con una delegazione di 35 atleti impegnati in 4 discipline,
aggiudicandosi 1 medaglie di bronzo.

## Medagliere

### Per discipline
| Sport      | Oro | Argento | Bronzo | Totale |
| ---------- | --- | ------- | ------ | ------ |
| Rugby a 15 | 0   | 0       | 1      | 1      |
| Totale     | 0   | 0       | 1      | 1      |

### Medaglie
| Medaglia | Atleta  | Sport      | Evento   |
| -------- | ------- | ---------- | -------- |
| Bronzo   | Romania | Rugby a 15 | Maschile |

## Risultati

### Calcio
| Atleta | Classifica |                    |
| --- | --- | ------------------ |
| V · D · M Nazionale rumena · Calcio ai Giochi Olimpici Estivi 1924 P Lazăr · P Ritter · P Ș. Ströck · D Bartha · D Hirsch · D Molnár · D Protopopescu · C Hönigsberg · C Jacobi · C Kozovits · C Niculescu · C Tritsch · C Zimmermann · A Bonciocat · A Frech · A Guga · A Holz · A Rónnay · A Semler · A A. Ströck · A Tänzer · A Wetzer · CT : Suciu | 9° |                    |
| Nazionale rumena · Calcio ai Giochi Olimpici Estivi 1924 | |                    |
| P Lazăr · P Ritter · P Ș. Ströck · D Bartha · D Hirsch · D Molnár · D Protopopescu · C Hönigsberg · C Jacobi · C Kozovits · C Niculescu · C Tritsch · C Zimmermann · A Bonciocat · A Frech · A Guga · A Holz · A Rónnay · A Semler · A A. Ströck · A Tänzer · A Wetzer · CT: Suciu                                                                     | P Lazăr · P Ritter · P Ș. Ströck · D Bartha · D Hirsch · D Molnár · D Protopopescu · C Hönigsberg · C Jacobi · C Kozovits · C Niculescu · C Tritsch · C Zimmermann · A Bonciocat · A Frech · A Guga · A Holz · A Rónnay · A Semler · A A. Ströck · A Tänzer · A Wetzer · CT: Suciu | Romania (bandiera) |